# André Wojciechowski
André Wojciechowski, né le 17 avril 1956 à Créhange (Moselle), est un homme politique français.

## Biographie
Fils d'un mineur d'origine polonaise, il est maire de Saint-Avold depuis 2001 après avoir battu le maire sortant François Harter, en place depuis 1977, il sera réélu au premier tour lors des élections municipales de 2008 et de 2014.
Également président de la communauté d'agglomération Saint-Avold Synergie à la suite de la fusion de la communauté de communes du pays naborien (CCPN) dont il était le président depuis sa création en 2004 et de la communauté de communes du Centre mosellan. Il est maire de Macheren de 1995 à 2001. Il a également été premier adjoint au maire de Flétrange de 1983 à 1995. 
Le 10 juin 2007, il est élu député de la 7e circonscription de la Moselle avec 52,12 % des voix dès le premier tour, il succède ainsi au député sortant André Berthol. Il se représente sur cette même circonscription en 2012 mais est battu au second tour, le 17 juin 2012, par la candidate PS Paola Zanetti, qui obtient 38,49 % des suffrages exprimés. Lui-même obtient 37,49 % des suffrages et la candidate FN Nathalie Pigeot, 23,76 %.
En mars 2015, il est élu conseiller départemental du canton de Saint-Avold en tandem avec Patricia Boeglen.  
En 2017, il se présente à nouveau aux élections législatives, dans la 7e circonscription de la Moselle, contre la sortante Paola Zanetti. Ils sont cependant tous les deux éliminés dès le premier tour, laissant s'affronter les candidats de LREM et du Front National.
En 2017, il participe à la réunification entre le Parti Radical de Gauche et le Parti Radical Valoisien et devient Secrétaire National du Mouvement Radical Social Libéral (MRSL) et quitte l'UDI.
Deux ans plus tard, il rejoint Les Républicains et présente sa candidature à Saint-Avold en 2020 sous cette étiquette. Il est finalement battu au second tour par son opposant René Steiner qui obtient 58% des suffrages. 

## Affaires judiciaires

### Condamnation pour discrimination syndicale
Il a été condamné en première instance le 17 mars 2014 par le tribunal de grande instance de Sarreguemines pour discrimination et entrave syndicales envers trois employés municipaux de la commune de Saint-Avold.

André Wojciechowski devra retourner une nouvelle fois au tribunal de grande instance de Sarreguemines et devra s'expliquer sur des faits de harcèlement moral.
Après avoir été condamné pour discrimination syndicale par plusieurs tribunaux, le maire de Saint-Avold est à nouveau mis en cause par trois fonctionnaires territoriaux de sa municipalité.

## Synthèse des mandats et fonctions
Député
- Du 20 juin 2007 au 17 juin 2012 : député de la 7e circonscription de la Moselle

Conseiller général
- Du 22 mars 1998 au 27 mars 2004 : membre du Conseil général de la Moselle (élu dans le canton de Saint-Avold-2)
- Du 28 mars 2004 au 9 juillet 2007 : membre du Conseil général de la Moselle
- Depuis le 29 mars 2015 : membre du Conseil départemental de la Moselle (élu dans le canton de Saint-Avold)

Mandats municipaux
- Du 18 juin 1995 au 17 mars 2001 : maire de Macheren (Moselle)
- Du 21 mars 2001 au 3 juillet 2020 : maire de Saint-Avold (Moselle)

Communauté urbaine
- Du 1er septembre 2004 au 16 juillet 2020 : président de la Communauté de Communes du Pays Naborien (Moselle)